# Satyrus orientalpium
Satyrus orientalpium är en fjärilsart som beskrevs av Ruggero Verity 1927. Satyrus orientalpium ingår i släktet Satyrus och familjen praktfjärilar. Inga underarter finns listade.